# لا کاسیتا-گارسیازویل (تگزاس)
لا کاسیتا-گارسیازویل (به انگلیسی: La Casita-Garciasville) یک منطقهٔ مسکونی در ایالات متحده آمریکا است که در شهرستان استار، تگزاس واقع شده‌است. لا کاسیتا-گارسیازویل ۱۱٫۳ کیلومتر مربع مساحت و ۲٬۱۷۷ نفر جمعیت دارد.